# Luckiamute
Luckiamute (Lakmiut) pleme je Kalapooian Indijanaca s istoimene rijeke u Oregonu.  Srodni Atfalati nazivali su ih Alakema'yuk. Luckiamute su bili podijeljeni na više lokalnih bandi u području rijeke Luckiamute: Ampalamuyu, Mohawk (na Mohawk Riveru), Tsalakmiut, Tsamiak, Tsantatawa i Tsantuisha.
Kroz povijest SAD-a oni nisu imali većeg utjecaja. Od 1805. pa do 1830. bili su izloženi trima epidemijama boginja i malarije. Zajedno s ostalim Kalapooianima, 1855. odlaze na rezervat Grande Ronde u Oregonu, gdje s ostalim plemenima ulaze u konfederaciju Confederated Tribes of Grande Ronde Reservation.
Prema popisu iz 1880. Kalapooiana je bilo svega 351. Godine 1905. izjasnilo se pod ovim imenom tek 28 Indijanaca, a pet godina kasnije (1910.) svega 8.
Skupinu Chantkaip, koju Swanton ima na popisu Santiama, Hodge navodi među Lakmiute.

## Vanjske poveznice
- Historic Park Brochure  Arhivirana inačica izvorne stranice od 29. ožujka 2012. (Wayback Machine) (engl.)